# Cristina López
Cristina Esmeralda López (Ozatlán, 19 de setembro de 1982) é uma competidora  de marcha atlética salvadorenha.
Nos Jogos Pan-americanos de 2007, no Rio de Janeiro, conquistou a primeira medalha de ouro da história de El Salvador ao vencer os 20km de marcha atlética com um tempo de 1h38min59.
Participou do Campeonato Mundial de 2009 onde finalizou os 20km na 37ª colocação.